# Tomas Ress
Tomas Ress (Salorno, 22 agosto 1980) è un ex cestista e allenatore di pallacanestro italiano.
Alto 211 cm, il suo ruolo era quello di ala forte. È il fratello della cestista Kathrin Ress e si è laureato cinque volte campione d'Italia (più una con la Virtus Bologna nel 1997-1998 senza però giocare e due revocate alla Mens Sana Siena).

## Carriera
Inizia la sua carriera di cestista nella stagione 1997-98 giocando nella Virtus Bologna che vince l'Eurolega disputando un solo minuto contro l'Alba Berlino.
L'anno seguente Tomas si trasferì negli Stati Uniti dove maturò molto dal punto di vista cestistico. Giocò inizialmente nel livello dell'high-school con la Hileah Champagnat Catholic (Miami) e dal 1999 al 2003 indossò la maglia del college di Texas A&M, chiudendo la stagione da senior con una media di 5,8 punti a partita.
Al suo rientro in Italia Tomas veste la maglia della Scavolini Pesaro con cui raggiunge una semifinale per il titolo italiano (2003-04) e giocò di nuovo l'Eurolega nella stagione 2004-05.
Nella stagione 2005-06 militò nella Fortitudo Bologna. Nel corso del suo primo anno a Bologna Tomas soffrì di un grave problema alla spalla che lo costrinse ad operarsi e saltare l'ultima parte della stagione. Con la Fortitudo vinse la Supercoppa Italiana, disputò la successiva finale del campionato italiano approdando nuovamente alle Top 16 di Eurolega.
Nella stagione 2006-07 iniziò la stagione ancora con la Fortitudo Bologna ma, trovandovi poco spazio, a novembre chiese ed ottenne di passare a Reggio Emilia (altra squadra di Serie A) in prestito.
Nel luglio del 2007 firma un contratto triennale che lo lega alla Mens Sana Siena, club campione d'Italia in carica. Nel 2013 viene comunicato il prolungamento fino al 2015 del contratto e Ress diventa il capitano della squadra. Rimane a Siena fino al 2014, anno del fallimento della società toscana, trasferendosi poi alla Reyer Venezia.
Nel giugno 2017 ottiene con la Reyer Venezia il suo settimo scudetto.
Nell'aprile del 2018 vince, in una finale tutta italiana contro la Sidigas Avellino, la FIBA Europe Cup.
Si ritira nel maggio 2018.

## Nazionale
È stato per alcune stagioni uno dei giocatori di riferimento della nazionale italiana. Con l'Italia ha vinto la medaglia d'oro ai Giochi del Mediterraneo nel 2005. Ha preso parte ai Campionati Europei Junior nel 1998 ed è stato convocato nella Nazionale Italiana Under-20 alla fine degli anni Novanta.
Il 26 luglio del 2010 venne convocato in Nazionale Italiana da coach Simone Pianigiani. Il suo miglior punteggio è stato di 6 punti, contro la Lettonia.

## Statistiche

### Campionato Regular Season
| Stagione        | Squadra           | Competizione | Partite | Partite | Partite | Statistiche tiro | Statistiche tiro | Statistiche tiro | Altre statistiche | Altre statistiche | Altre statistiche | Altre statistiche | Altre statistiche |
| Stagione        | Squadra           | Competizione | Pres.   | Titol.  | Minuti  | Tiri da 2        | Tiri da 3        | Liberi           | Rimb.             | Assist            | Rubate            | Stopp.            | Punti             |
| --------------- | ----------------- | ------------ | ------- | ------- | ------- | ---------------- | ---------------- | ---------------- | ----------------- | ----------------- | ----------------- | ----------------- | ----------------- |
| 2003-2004       | V.L.Pesaro        | Serie A      | 10      | 0       | 66      | 2/9              | 2/2              | 4/6              | 17                | 1                 | 3                 | 8                 | 14                |
| 2004-2005       | V.L.Pesaro        | Serie A      | 34      | 10      | 467     | 36/69            | 4/17             | 20/26            | 93                | 10                | 24                | 17                | 104               |
| 2005-2006       | Fortitudo Bologna | Serie A      | 31      | 17      | 438     | 32/68            | 17/41            | 10/12            | 87                | 12                | 33                | 18                | 125               |
| 2006-nov.       | Fortitudo Bologna | Serie A      | 6       | 4       | 62      | 2/4              | 1/8              | 4/4              | 13                | 1                 | 1                 | 4                 | 11                |
| nov.-2007       | Reggiana          | Serie A      | 24      | 24      | 654     | 54/109           | 14/66            | 32/42            | 132               | 13                | 31                | 33                | 182               |
| 2007-2008       | Mens Sana Siena   | Serie A      | 34      | 2       | 450     | 43/68            | 12/41            | 23/32            | 81                | 9                 | 22                | 15                | 145               |
| 2008-2009       | Mens Sana Siena   | Serie A      | 28      | 1       | 281     | 23/40            | 10/26            | 23/27            | 55                | 5                 | 20                | 12                | 99                |
| 2009-2010       | Mens Sana Siena   | Serie A      | 28      | 1       | 304     | 14/23            | 15/37            | 14/20            | 43                | 6                 | 20                | 14                | 87                |
| 2010-2011       | Mens Sana Siena   | Serie A      | 29      | 7       | 421     | 28/51            | 15/35            | 16/28            | 73                | 17                | 20                | 16                | 117               |
| 2011-2012       | Mens sana Siena   | Serie A      | 32      | 4       | 432     | 24/53            | 11/34            | 9/16             | 62                | 13                | 13                | 20                | 90                |
| 2012-2013       | Mens Sana Siena   | Serie A      | 25      | 5       | 418     | 28/63            | 15/46            | 24/33            | 74                | 14                | 11                | 33                | 125               |
| 2013-2014       | Mens Sana Siena   | Serie A      | 30      | 8       | 626     | 28/47            | 29/75            | 34/42            | 94                | 21                | 15                | 23                | 177               |
| 2014-2015       | Reyer Venezia     | Serie A      | 30      | 10      | 617     | 24/49            | 40/160           | 35/54            | 115               | 24                | 20                | 32                | 203               |
| 2015-2016       | Reyer Venezia     | Serie A      | 26      | 10      | 491     | 13/24            | 27/89            | 24/30            | 113               | 22                | 13                | 9                 | 131               |
| 2016-2017       | Reyer Venezia     | Serie A      | 25      | 1       | 213     | 6/15             | 13/43            | 3/6              | 29                | 7                 | 2                 | 6                 | 54                |
| 2017-2018       | Reyer Venezia     | Serie A      | 15      | 2       | 104     | 4/9              | 6/18             | 5/9              | 15                | 5                 | 1                 | 4                 | 31                |
| Totale carriera |                   |              |         |         |         |                  |                  |                  |                   |                   |                   |                   |                   |

### Eurolega
| Stagione        | Squadra           | Competizione | Partite | Partite | Partite | Statistiche tiro | Statistiche tiro | Statistiche tiro | Altre statistiche | Altre statistiche | Altre statistiche | Altre statistiche | Altre statistiche |
| Stagione        | Squadra           | Competizione | Pres.   | Titol.  | Minuti  | Tiri da 2        | Tiri da 3        | Liberi           | Rimb.             | Assist            | Rubate            | Stopp.            | Punti             |
| --------------- | ----------------- | ------------ | ------- | ------- | ------- | ---------------- | ---------------- | ---------------- | ----------------- | ----------------- | ----------------- | ----------------- | ----------------- |
| 2004-2005       | V.L. Pesaro       | Eurolega     | 22      | 6       | 320     | 34/54            | 2/7              | 19/29            | 71                | 2                 | 17                | 12                | 93                |
| 2005-2006       | Fortitudo Bologna | Eurolega     | 20      | 7       | 267     | 29/54            | 4/15             | 6/9              | 47                | 6                 | 13                | 10                | 76                |
| 2006-2007       | Fortitudo Bologna | Eurolega     | 4       | 2       | 34      | 0/2              | 0/3              | 0/0              | 1                 | 0                 | 3                 | 2                 | 0                 |
| 2007-2008       | Mens Sana Siena   | Eurolega     | 20      | 0       | 182     | 9/25             | 7/17             | 6/10             | 29                | 8                 | 9                 | 6                 | 45                |
| 2008-2009       | Mens Sana Siena   | Eurolega     | 16      | 0       | 116     | 6/13             | 3/11             | 4/6              | 22                | 3                 | 2                 | 0                 | 25                |
| 2009-2010       | Mens Sana Siena   | Eurolega     | 11      | 0       | 103     | 5/13             | 9/15             | 2/4              | 18                | 1                 | 3                 | 2                 | 39                |
| 2010-2011       | Mens Sana Siena   | Eurolega     | 18      | 2       | 201     | 15/26            | 4/10             | 6/10             | 33                | 3                 | 5                 | 10                | 48                |
| 2011-2012       | Mens Sana Siena   | Eurolega     | 20      | 0       | 278     | 13/21            | 20/38            | 8/8              | 37                | 7                 | 6                 | 11                | 94                |
| 2012-2013       | Mens Sana Siena   | Eurolega     | 19      | 3       | 334     | 27/49            | 20/57            | 40/48            | 61                | 14                | 6                 | 18                | 154               |
| 2013-2014       | Mens Sana Siena   | Eurolega     | 10      | 6       | 210     | 5/19             | 10/27            | 2/3              | 29                | 8                 | 4                 | 3                 | 42                |
| Totale carriera |                   |              |         |         |         |                  |                  |                  |                   |                   |                   |                   |                   |

### Eurocup
| Stagione        | Squadra         | Competizione | Partite | Partite | Partite | Statistiche tiro | Statistiche tiro | Statistiche tiro | Altre statistiche | Altre statistiche | Altre statistiche | Altre statistiche | Altre statistiche |
| Stagione        | Squadra         | Competizione | Pres.   | Titol.  | Minuti  | Tiri da 2        | Tiri da 3        | Liberi           | Rimb.             | Assist            | Rubate            | Stopp.            | Punti             |
| --------------- | --------------- | ------------ | ------- | ------- | ------- | ---------------- | ---------------- | ---------------- | ----------------- | ----------------- | ----------------- | ----------------- | ----------------- |
| 2013-2014       | Mens Sana Siena | Eurocup      | 6       | 0       | 96      | 3/7              | 2/9              | 5/5              | 14                | 4                 | 2                 | 8                 | 17                |
| 2015-2016       | Reyer Venezia   | Eurocup      | 11      | 5       | 203     | 3/8              | 10/34            | 8/10             | 27                | 11                | 2                 | 6                 | 44                |
| Totale carriera |                 |              |         |         |         |                  |                  |                  |                   |                   |                   |                   |                   |

## Palmarès

### Club

#### Competizioni nazionali
- Campionato italiano: 6

Virtus Bologna: 1997-1998
Mens Sana Siena: 2007-2008, 2008-2009, 2009-2010, 2010-2011
Reyer Venezia: 2016-2017
- Campionato italiano: 2 (revocato)

Mens Sana Siena: 2011-2012, 2012-2013
- Coppa Italia: 3

Mens Sana Siena: 2009, 2010, 2011
- Coppa Italia: 2 (revocato)

Mens Sana Siena: 2012, 2013
- Supercoppa italiana: 6

Fortitudo Bologna: 2005
Mens Sana Siena: 2007, 2008, 2009, 2010, 2011
- Supercoppa italiana: 1 (revocato)

Mens Sana Siena: 2013

#### Competizioni internazionali
- FIBA Europe Cup: 1

Reyer Venezia: 2017-18

### Nazionale
- Giochi del Mediterraneo: 
 Almería 2005